# Franz Stecher

Im Zweiten Weltkrieg durch Bomben zerstörtes Stecherfresko an der Außenwand der Servitenkirche in Innsbruck

Franz Anton Stecher (* 16. August 1814 in Nauders; † 19. August 1853 in Innsbruck) war ein spätromantischer österreichischer Maler. Er gilt als einer der letzten Nazarener in Österreich.

## Leben
Stecher war der Sohn eines Zimmermanns und ein Neffe des Bildhauers Josef Kleinhans. Er studierte in Innsbruck bei Gebhard Flatz, der aber 1833 nach Rom ging. Daraufhin wechselte Stecher 1834 nach Wien und studierte bis 1837 bei Leopold Kupelwieser und Joseph von Führich an der Akademie. Für seine Kreidezeichnung Auffindung Mosis erhielt er im Jahr 1836 den Füger-Preis. 1837 erhielt er den Reichel-Preis für sein Ölgemälde Moses schlägt Wasser aus den Felsen. Neben biblischen Themen gestaltete er vor allem in seiner Frühzeit auch Porträts. Am 10. März 1838 trat Stecher als Laienbruder in den Jesuitenorden ein. Im ersten Jahr seines Noviziats konnte er sich nicht intensiv mit der Malerei beschäftigen. Aus der Zeit danach stammen etwa zwei Bruststücke, die Jesus und Maria mit dem strahlenden Herzen vor dem Leib zeigen. Diese 1839 gemalten, jeweils 78 auf 60 cm großen Ölbilder fanden sich später in der Pfarrkirche St. Helena in Ottendorf an der Rittschein in der Steiermark wieder. Sie befanden sich einst in der bischöflichen Hauskapelle in Graz.
Vom 2. Oktober 1839 bis 1843 lebte er im Jesuitenkollegium Aloisianum auf dem Freinberg bei Linz. Am 10. März 1840 beendete er sein Noviziat und legte die Gelübde ab. Die Maximilianskirche auf dem Freinberg wurde wenig später, am 8. Mai 1840, geweiht. Zugleich wurde Franz de Hieronymo heiliggesprochen. Am 28. Juni desselben Jahres fand das Herz-Jesu-Fest statt. Man kann davon ausgehen, dass Stecher aus diesem Anlass ein Bild Jesu mit dem brennenden Herzen malte, das zusammen mit einem Herz-Mariä-Bild und einem Bildnis des Joseph zum Aufsatz eines Seitenaltares in der Maximilianskirche gehörte. Das Josephsbild wird Martin Kestler zugeschrieben. Die drei Gemälde sind heute nicht mehr in der angenommenen ursprünglichen Zusammenstellung erhalten; das Herz-Jesu-Bild wurde ins Kollegiumsgebäude überführt. Dieses Bild zeigt eine engere Orientierung am Stil der Nazarener, ohne dass bekannt ist, ob Stecher Kontakt mit dem seinerzeit in Linz lebenden Joseph Sutter hatte.
Stecher zeigte ab Ende 1841 Symptome einer beginnenden Schizophrenie. Man versuchte ihn durch Aufenthalte im Zisterzienserkloster in Hohenfurth in Böhmen und im Jesuitenkolleg in Innsbruck zu kurieren, doch am 6. Januar 1844 verließ er die Gesellschaft Jesu. Dieser Schritt in seinem Leben wirkte sich allerdings kaum auf sein künstlerisches Schaffen aus, denn er schuf weiterhin Gemälde religiösen Inhalts, unter anderem für die Pfarrkirche Nauders, die Kapuziner in Mals und die Barmherzigen Schwestern in Innsbruck.
1846 ging er nach Amerika. In Conewago in Pennsylvania malte er die Scheinkuppeln der Church of the Sacred Heart mit Fresken aus. Darunter ist als größte Darstellung ein Bild der Heiligen Dreifaltigkeit zu erwähnen, das ikonographische Auffälligkeiten und eine deutliche Weiterentwicklung Stechers im Vergleich zu seinem Dreifaltigkeitsbild in Linz aufweist. Der Heilige Geist steht nun, als Produkt der Beziehung zwischen den beiden anderen Personen der Dreifaltigkeit, zwischen diesen. Die monumentalen Figuren sind vertikal angeordnet und von sechs großen Engelsfiguren umgeben, die Rauchopfer darbringen. In Philadelphia schuf er Fresken und Altarbilder für die Jesuitenkirche; ebenso in Buffalo für die Canisiuskirche.
1851 kehrte Stecher nach Europa zurück und wurde als Pfründner im Servitenkloster in Innsbruck aufgenommen. Er gestaltete in den Jahren 1852/53 das Heilige Grab für die Serviten.
1853 war eine Ausstellung seiner Werke geplant, für die er an einer Darstellung des Weltgerichts arbeitete. Sie blieb unvollendet, denn Stecher starb in diesem Jahr im Alter von 39 Jahren.
1957 wurde die Stechergasse in Linz nach Franz Stecher benannt.
1982 wurden in der Ausstellung Klassizisten – Nazarener. Kunst im Oberland 1800 bis 1850 im Tiroler Landesmuseum mehrere Werke Stechers gezeigt: ein Selbstporträt in Aquarelltechnik, ein Ölporträt seines Onkels Kleinhans, die Bilder der Seitenaltäre der Kirche in Nauders und sechs Zeichnungen.

## Genre
„Stechers Altar- und Andachtsbilder, deren Frömmigkeitspathos uns Heutigen nicht mehr selbstverständlich ist, sind, ihrem Wesen nach und von der Absicht des Künstlers her verstanden, eine gemalte Predigt. Eine Predigt im Geiste Ignatius von Loyolas, der in seinen Exerzitien empfiehlt, in der Betrachtung gleichermaßen die Kräfte des Verstandes und des Gemütes einzusetzen. In Stechers Bildern ist daher jede Geste von einer gründliche durchdachten Absicht bestimmt. Sie sagen im Wortsinn etwas aus. Gleichzeitig aber sind die Gestalten in ihrem Bezug zueinander und in ihrem vorbildhaft wirkend wollenden Bezogensein durchseelt, deren gemüthaftes Pathos unmittelbar ansprechen will und auf diese Weise den Beschauer ins Bildgeschehen einzubeziehen sucht. Gerade diese zuweilen naiv-spontane Ausdrucksintensität ist es aber, die Stechers Arbeiten einen besonderen Platz in der Tradition des alpenländisch-bäuerlichen Kunstschaffens sichert und sie von der wohltemperierten Idealschönheit vieler Malereien im kirchlichen Bereich seiner Zeit unterscheidet.“

## Werke (Auswahl)

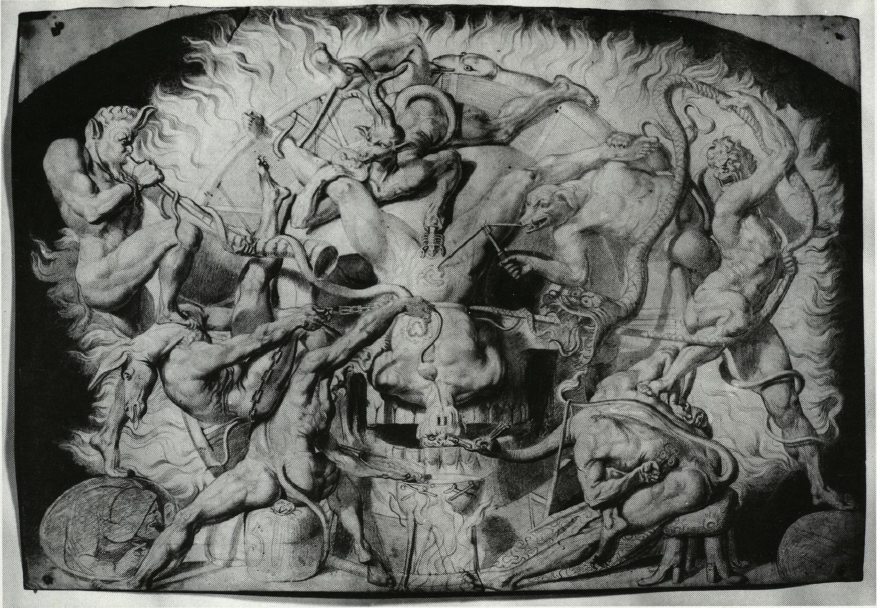
Die sieben Todsünden, um 1852

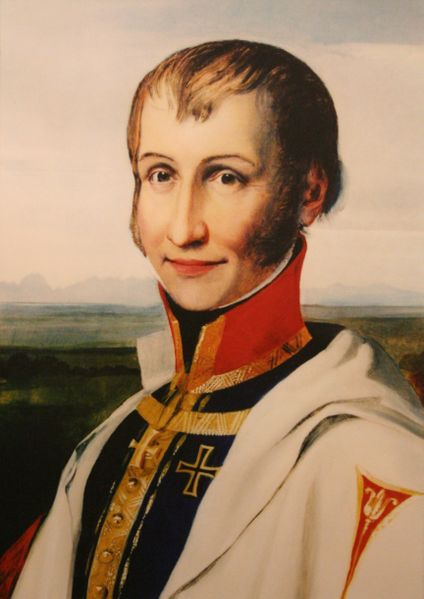
Maximilian Joseph von Österreich-Este porträtiert von Franz Stecher

- Heiliger Felix von Cantara und Heiliger Anton von Padua, Seitenaltarbilder in der Kapuzinerkirche in Mals
- Immaculata in der Pfarrkirche in Sterzing (1837)
- Kreuzabnahme in der Pfarrkirche in Gries i. Seilrain (1839)
- Madonna mit musizierenden Engeln und Erzengel Michael in der Pfarrkirche Nauders (1839)
- Immaculata und Heiliger Aloysius in der Hauskapelle des Fürstbischöflichen Seminars in Graz (1839)
- Herz Mariä und Herz Jesu in der Münzgrabenkirche in Graz (1839, durch Bombenangriff zerstört)
- Madonna in der Kirche in der Magdalena-Vorstadt in Marburg (1839)
- Heiliger Stanislaus Kostka in der Aloysius-Kapelle des Alten Doms in Linz
- Herz Jesu, Herz Mariä, Heiliger Josef, Maria und Johannes Evangelista, Maria mit dem Heiligen Aloysius und Alfons Rodriguez, Tod des Heiligen Franz Xaver in der Freinbergkirche
- Heiliger Ignatius, Heilige Dreifaltigkeit, Musizierender Engel, Geburt Christi, Anbetung der Könige u. a. im Jesuitenkollegium am Freinberg
- Heiliger Martin und Heiliger Gregor in der Martinskirche (um 1840)
- Tod des Stanislaus Kostka in der Stanislaus-Kostka-Kapelle in Wien (um 1840)
- Aussendung der Jünger, Bestätigung des Jesuitenordens durch Papst Paul III. im Chor der Jesuitenkirche in Innsbruck (vor 1844), ferner etliche Tafelbilder in der Sakristei der Kirche und im Kollegiengebäude
- Beweinung Christi an der Außenwand der Servitenkirche in Innsbruck (Fresko von 1851, später durch Mosaiknachbildung ersetzt)
- Heiliges Grab für die Servitenkirche in Innsbruck (1853)
- Tobias, seinem Sohne entgegeneilend (1838)
- Stigmatisation des heiligen Franziskus (Tafelbild, 1845)
- Das unruhige Gewissen (Tafelbild, 1845)
- Der Jungfrau Triumph und der verlorenen Unschuld Reue am Fronleichnamstag (Tafelbild, 1845)
- Belohnung des Fleißes (Tafelbild, 1845)
- Der verlassenen Witwe Trost (Tafelbild, 1845)
- Christus am Ölberg (Zeichnung im Ferdinandeum Innsbruck, 1853)
- Es ist vollbracht (Zeichnung im Ferdinandeum Innsbruck, 1853)
- Schlacht bei Spinges (Zeichnung im Ferdinandeum Innsbruck, 1853)
- Anbetung der Hirten (Zeichnung im Ferdinandeum Innsbruck, 1853)
- Schmuggler (Zeichnung im Ferdinandeum Innsbruck, 1853)
- Weltgericht (Zeichnung im Ferdinandeum Innsbruck, 1853)
- Maximilian Joseph von Österreich-Este als Hochmeister des Deutschen Ordens (Ölgemälde im Museum Leonding)